# Ким Дотком
Ким Дотком (на английски: Kim Dotcom), рождено име Ким Шмиц (на английски: Kim Schmitz) е Интернет предприемач от Кил, Германия, с германско и финландско гражданство.
Бил е активен хакер през 1990-те години. Основател е на сайтовете Megaupload – най-големия сайт за файлов обмен, и по-късно Mega. Понастоящем живее в Нова Зеландия.

## Виж повече
- Megaupload
- Mega